# NML Cygni

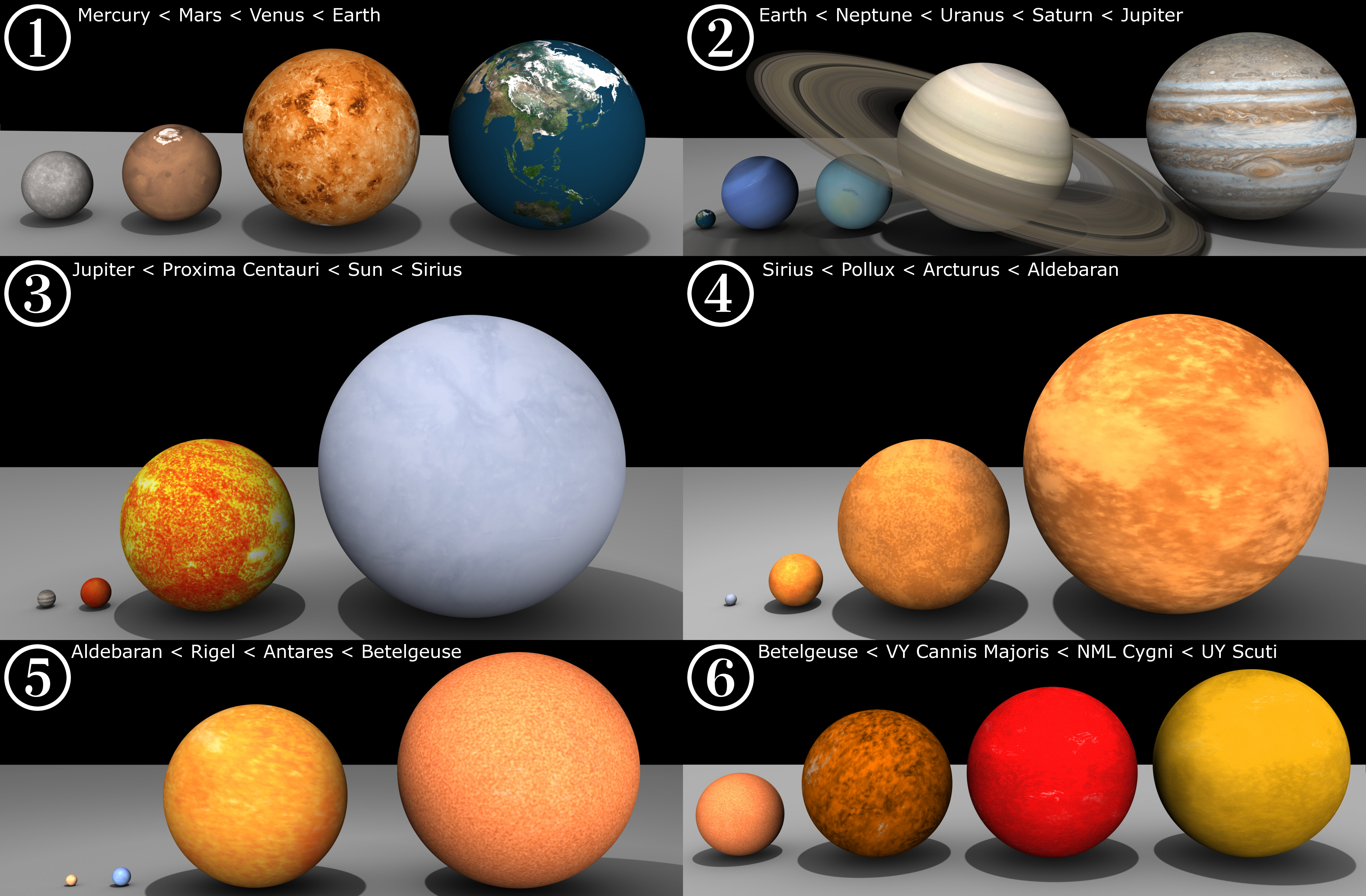
Storleksjämförelse mellan solsystemets planeter, och flera kända stjärnor, inklusive NML Cygni:
1. Merkurius < Mars < Venus < Jorden
2. Jorden < Neptunus < Uranus < Saturnus < Jupiter
3. Jupiter < Proxima Centauri < Solen < Sirius
4. Sirius < Pollux < Arcturus < Aldebaran
5. Aldebaran < Rigel < Antares < Betelgeuse
6. Betelgeuse < VY Canis Majoris < NML Cygni < UY Scuti.

NML Cygni eller V1489 Cygni är en röd hyperjätte och en av de för tillfället största kända stjärnorna. Den är också en av de starkast lysande stjärnorna i Vintergatan.  
Den är omkring 1650 gånger större än solens radie, och har en volym på uppskattningsvis 4,5 miljarder gånger solens. Om den var placerad i solsystemets mitt, skulle dess yta sträcka sig bortom Jupiters omloppsbana och täcka mellanrummet mellan Jupiter och Saturnus omloppsbana. NML Cygnis avstånd från jorden uppskattas till runt 1,6 kiloparsec, eller ungefär 5300 ljusår.
Den upptäcktes 1965 av Neugebauer, Martz och Leighton, och är namngiven efter dessa tre.